# جيسيكا دونفي
جيسيكا دونفي (بالإنجليزية: Jessica Dunphy)‏ هي ممثلة أمريكية، ولدت في 23 أكتوبر 1984.

## وصلات خارجية
- جيسيكا دونفي على موقع IMDb (الإنجليزية)
- جيسيكا دونفي على موقع قاعدة بيانات الفيلم (الإنجليزية)